# Новый Ургал

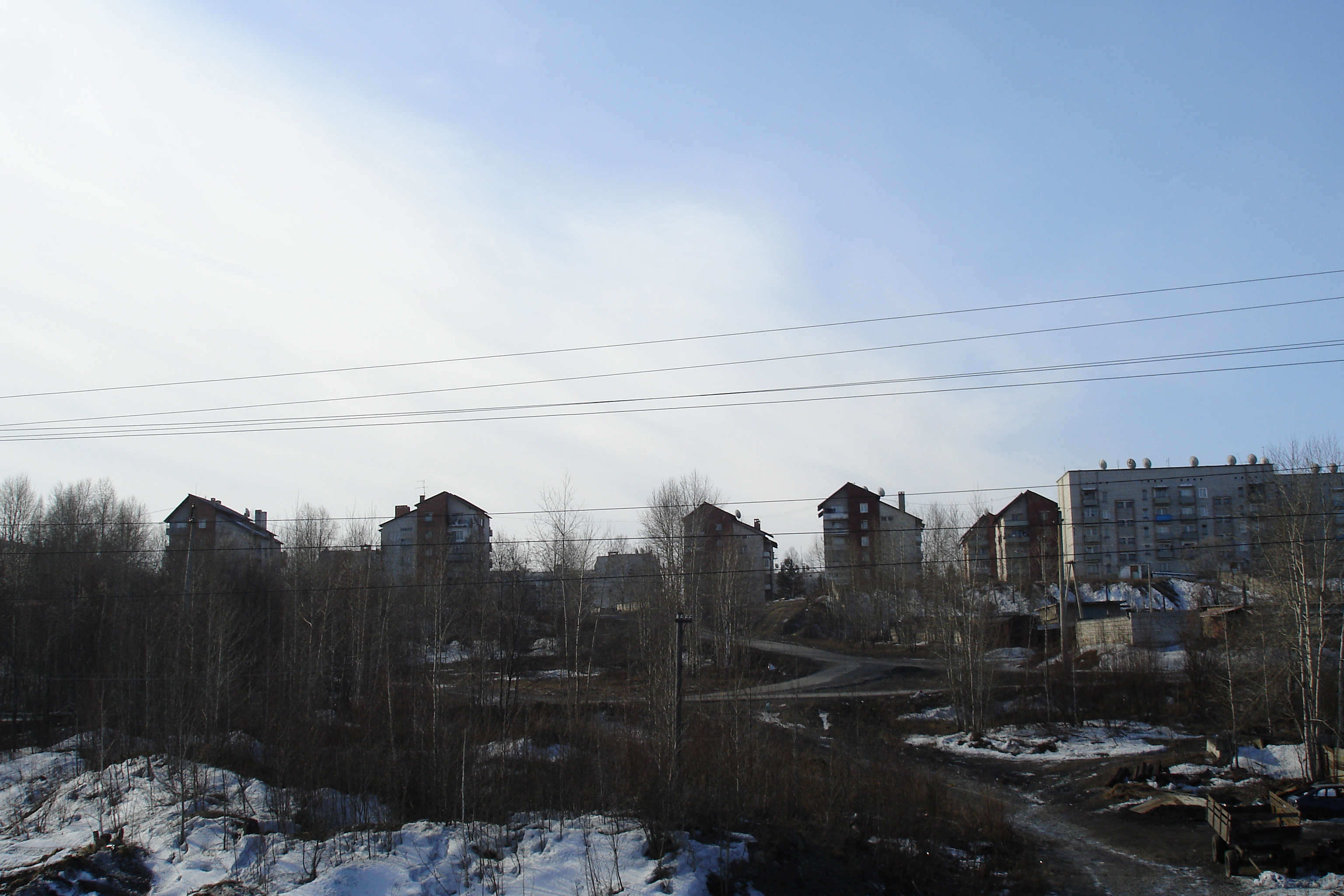
Вид на посёлок от железной дороги

Но́вый Урга́л — рабочий посёлок в Верхнебуреинском районе Хабаровского края России. Административный центр Новоургальского городского поселения.
Население — 7174 чел. (2024).

## Происхождение названия
Название произошло от протекающей рядом реки Ургал.
На удэгейском языке ургал — сушёное мясо, заготавливаемое впрок.

## География
Посёлок Новый Ургал расположен в западной части края в 28 км к западу от районного центра Чегдомын.
Железнодорожный узел на пересечении БАМа и линии Известковая — Чегдомын.
Посёлок Новый Ургал стоит на левом берегу реки Ургал, примерно в 6 км до впадения её в Бурею.

## История
3 ноября 1974 года прибыл первый отряд украинских строителей «Донбасс» на место будущего посёлка в 12 км к западу от посёлка Ургал. 7 ноября 1974 года начато строительство посёлка 3-го разъезда Байкало-Амурской магистрали силами Укрстроя, в который вошли отряды строителей из Днепропетровска, Донецка, Киева, Львова и Харькова. Строительство этого участка БАМа находилось под патронажем Украинской ССР.
1 марта 1975 года прибыл отряд строителей «Киев» на строительство станции Новый Ургал.
В 1985 году указом Президиума Верховного Совета РСФСР населённый пункт Разъезд 3 км переименован в посёлок Новый Ургал. В том же году получен статус посёлка городского типа.

## Население
| 1989  | 1992  | 2000  | 2002  | 2009  | 2010  | 2011  |
| ----- | ----- | ----- | ----- | ----- | ----- | ----- |
| 9126  | ↘9100 | ↘7000 | ↗7274 | ↘6725 | ↗6803 | ↘6789 |
| 2012  | 2013  | 2014  | 2015  | 2016  | 2017  | 2018  |
| ↘6710 | ↘6631 | ↘6540 | ↘6453 | ↘6384 | ↘6332 | ↘6246 |
| 2019  | 2020  | 2021  | 2023  | 2024  |       |       |
| ↘6193 | ↘6182 | ↗7231 | ↘7210 | ↘7174 |       |       |

## Климат
- Среднегодовая температура воздуха — −1,4 °C
- Относительная влажность воздуха — 73,0 %
- Средняя скорость ветра — 3,1 м/с

| Среднесуточная температура воздуха в Новом Ургале по данным NASA | Среднесуточная температура воздуха в Новом Ургале по данным NASA | Среднесуточная температура воздуха в Новом Ургале по данным NASA | Среднесуточная температура воздуха в Новом Ургале по данным NASA | Среднесуточная температура воздуха в Новом Ургале по данным NASA | Среднесуточная температура воздуха в Новом Ургале по данным NASA | Среднесуточная температура воздуха в Новом Ургале по данным NASA | Среднесуточная температура воздуха в Новом Ургале по данным NASA | Среднесуточная температура воздуха в Новом Ургале по данным NASA | Среднесуточная температура воздуха в Новом Ургале по данным NASA | Среднесуточная температура воздуха в Новом Ургале по данным NASA | Среднесуточная температура воздуха в Новом Ургале по данным NASA | Среднесуточная температура воздуха в Новом Ургале по данным NASA |
| Янв                                                              | Фев                                                              | Мар                                                              | Апр                                                              | Май                                                              | Июн                                                              | Июл                                                              | Авг                                                              | Сен                                                              | Окт                                                              | Ноя                                                              | Дек                                                              | Год                                                              |
| −28,5 °C                                                         | −24,7 °C                                                         | −14,2 °C                                                         | 3,1 °C                                                           | 11,0 °C                                                          | 17,6 °C                                                          | 20,6 °C                                                          | 18,4 °C                                                          | 10,6 °C                                                          | 0,8 °C                                                           | −14,8 °C                                                         | −27,6 °C                                                         | −1,4 °C                                                          |
| ---------------------------------------------------------------- | ---------------------------------------------------------------- | ---------------------------------------------------------------- | ---------------------------------------------------------------- | ---------------------------------------------------------------- | ---------------------------------------------------------------- | ---------------------------------------------------------------- | ---------------------------------------------------------------- | ---------------------------------------------------------------- | ---------------------------------------------------------------- | ---------------------------------------------------------------- | ---------------------------------------------------------------- | ---------------------------------------------------------------- |

## Экономика
- Станция Новый Ургал Дальневосточной железной дороги, до 1997 года относилась к Ургальскому отделению БАМжд.
- Локомотивное депо, одно из самых больших на БАМе.
- Путевая машинная станция.

## Инфраструктура
Большинство населения связано с обслуживанием железной дороги. Имеется Дом культуры железнодорожников.
Пожарная команда, полиция, скорая помощь, три детских сада, библиотека, торгово-общественный центр, средняя школа МБОУЖДЛ № 6, Детская школа искусств, зимний каток, больница, Сбербанк, шесть кафе, автозаправка, зоомагазин, продуктовые магазины, магазины техники, аптека.
Как минимум до 1997 года (?) рядом с поселком находилась войсковая часть Службы Специального контроля 12 ГУ МО СССР / РФ ВЧ 29475.

## Улицы
- 60 лет образования СССР
- Киевская.
- Донецкая.
- Южная.
- Ростовская.
- Армейская.
- Победы.
- Артёма.
- Молодёжная.
- Лесная.
- 20 лет БАМу
- Первостроителей